# Suzuki LJ80
Il Suzuki LJ80, chiamato anche Jimny SJ20, è un piccolo fuoristrada prodotto dalla Suzuki dal 1977 al 1981. È stato il primo modello di fuoristrada suzuki ad essere ufficialmente importato in Europa. È inoltre il primo modello di fuoristrada della casa a montare un motore a 4 tempi. 
È dotato di un cambio a 4 marce e riduttore. 
Le versioni disponibili erano cabrio con porte in tela, cabrio con portiere in metallo (più diffusa), chiusa con tetto in lamiera e pickup (chiamato lj81). 
Dotato di ponti rigidi e balestre si é subito fatto notare per le ottime capacità in fuoristrada, e le dimensioni compatte lo rendono ancora oggi imbattibile sulle strette mulattiere. 
I freni sono a tamburo sulle 4 ruote senza servofreno. È equipaggiato con ruote di misura 6.00/16.

## Contesto
È un modello abbastanza raro, con un motore 4 cilindri SOHC 4 tempi di 797 cm³, 42 CV di potenza e 61 Nm di coppia.
A differenza del suo predecessore lj50, presenta una mascherina con fari più grandi, cofano bombato per il maggior ingombro del motore, e gli ultimi esemplari avevano la possibilità di avere ruote da 15 in misura 195/80 oltre alla misura 6.00/16. Le ultime serie avevano il soft top rialzato nella parte posteriore per dare più spazio ai passeggeri. 
Il suo successore è stato il Suzuki sj410 che però è frutto di un progetto totalmente diverso.